# Mobiles Einsatzkommando

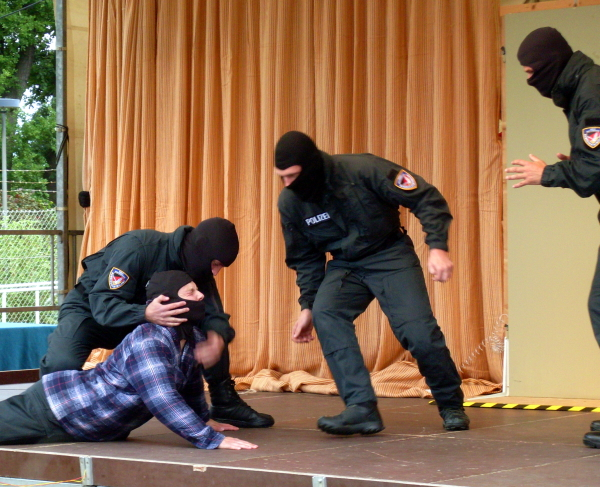
Simulierter Zugriff durch das Mobile Einsatzkommando des Bundeskriminalamtes (MEK BKA) beim Tag der offenen Tür im Bundeskriminalamt (BKA) in Wiesbaden, 2010

Mobile Einsatzkommandos (MEK) sind Spezialeinheiten (SE) der deutschen Polizeien für Observation und Zugriff.

## Geschichte
Nach der Geiselnahme von München beschloss die Innenministerkonferenz im Jahr 1974 durch den „Aufstellungserlass für Spezialeinheiten“ die Gründung von Fahndungskommandos in den einzelnen Bundesländern, aus denen später die Mobilen Einsatzkommandos entstanden.

## Aufgaben
Die Hauptaufgaben eines MEK sind Observation und Zugriff in besonderen Lagen:
Die vorrangige Aufgabe eines MEK liegt in der verdeckten Observation von Beschuldigten im Strafverfahren. Ein MEK wird nur bei schwerwiegenden Straftaten, insbesondere im Bereich der organisierten Kriminalität und der Terrorismusbekämpfung, angefordert. Die Observation kann sowohl personell als auch mittels Technik durchgeführt werden. Die Ergebnisse werden z. B. durch Observationsprotokolle, Lichtbilder oder Videos in das geführte Strafverfahren eingebracht. Weitere Aufgaben sind Peilung und Ortung, die technische Observation von z. B. Personen, Fahrzeugen und Mobiltelefonen sowie die Absicherung von verdeckten Ermittlern bei möglicherweise problematischem Täterkontakt. In den meisten Fällen wird der Zugriff jedoch von Spezialeinsatzkommandos (SEK) vorgenommen. Eine Ausnahme bildet das MEK Hamburg, das keine klaren Grenzen zwischen dem Spezialeinsatzkommando und dem MEK zieht.
MEK führen darüber hinaus Festnahmen von Straftätern durch. Allerdings sind sowohl MEK als auch SEK qualifiziert ausgebildet, um jeweils beide polizeilichen Lagen zu bewältigen.

## Rechtsgrundlage
Da in der Bundesrepublik Deutschland ein MEK eine Einheit der Polizei ist und in die Grundrechte (z. B. Privatsphäre, Unverletzlichkeit der Wohnung) eines Bürgers eingreift, müssen für den Einsatz eines MEK vom Gesetzgeber bestimmte Anforderungen erfüllt sein. Hier ist vorrangig der § 163f StPO einschlägig, welcher die längerfristige Observation regelt. Die Rechtsgrundlagen der technischen Observation finden sich in den Paragraphen §§ 100 a. ff. StPO.
Gegebenenfalls können auch aus den Polizeigesetzen der Länder und des BKA Rechtsgrundlagen der Observation abgeleitet werden, z. B. § 16 BKAG.
Ein MEK darf die Unterstützung von anderen, der StPO unterliegenden Observationseinheiten, zum Beispiel durch die Mobilen Fahndungseinheiten (MFEs), anfordern bzw. für diese Unterstützung leisten. Eine direkte Zusammenarbeit mit einem Nachrichtendienst und dessen Observationskräften indes ist gesetzlich unzulässig (Trennungsgebot).

## Eingliederung
Ein MEK ist in einigen Bundesländern der Kriminalpolizei angegliedert, in den meisten Fällen jedoch der Schutzpolizei. Ausnahmen bilden hier die MEK der Landeskriminalämter, die in einigen Bundesländern unabhängig von den behördeneigenen MEK existieren.

## Auswahlverfahren und Ausbildung
Jeder MEK-Einsatzbeamte ist Polizeivollzugsbeamter mit spezieller Ausbildung. Bereits ein Eignungs- und Auswahlverfahren soll ungeeignete Beamte ausfiltern. Eine ärztliche und sportliche Eignung, die über die Anforderungen der PDV 300 hinausgeht, stellt das erste Auswahlkriterium dar, an dem bereits ein Großteil der Bewerber scheitert. Im Anschluss folgen, je nach Bundesland, psychologische und wissenschaftliche Eignungstests, Fahrtests und letztlich ein Auswahlgespräch. Ein Nichtbestehen eines der genannten Tests führt unmittelbar zum Ausschluss aus dem Auswahlverfahren und somit zur Nichteignung des Bewerbers für die Verwendung in dieser Spezialeinheit. In einer MEK-Grundausbildung, der sogenannten Einführungsfortbildung (EFB), werden über einen Zeitraum von einem Jahr Observationstaktik, Fahrtraining, Umgang mit Waffen, Eigensicherungs- und Zugriffstechniken sowie Umgang und Einsatz mit der speziellen Observationstechnik gelehrt.
Eine Ablösung von dem Lehrgang aufgrund mangelnder Leistung oder sozialer Nichteignung ist jeden Tag möglich. Dadurch wird auf die Lehrgangsteilnehmer ein besonderer Druck ausgeübt, der nicht zuletzt durch die permanente „Überwachung“ der Lehrgangsleitung beziehungsweise der Ausbilder konsequent aufrechterhalten wird. Vor Beginn der Einführungsfortbildung wird in einigen Bundesländern teils eine Verwendung von bis zu fünf Monaten in einem Ermittlungsdienst der Kriminalpolizei gefordert, um den künftigen MEK-Beamten einen Einblick in die Sachbearbeitung zu vermitteln und so das Verständnis für die spätere Arbeit im Kommando zu stärken. Nach dem Lehrgang folgt eine meist mehrmonatige, kommandointerne Probezeit, bei der das Feststellen der sozialen Eignung beziehungsweise das Einfügen des Absolventen in die bestehenden Teamstrukturen des Kommandos im Vordergrund stehen. Nach der endgültigen Aufnahme in ein Mobiles Einsatzkommando werden neben ständigem Training der allgemein erforderlichen Leistungen weitere Schulungen absolviert, die Länder und Bund anbieten; zum Beispiel Schulungen in Peiltechnik, Videoobservation, Einsatz von Lauschtechnik.

## Gliederung in den Bundesländern
Auf Bundesebene stellt das Bundeskriminalamt (BKA) ein personalstarkes MEK. Das MEK BKA bearbeitet die im BKA geführten Ermittlungsverfahren, im Rahmen der Amtshilfe werden jedoch auch Länderverfahren personell und/oder technisch-materiell unterstützt. Bei der Bundeszollverwaltung existieren in den Zollfahndungsämtern die Observationseinheiten Zoll (OEZ), die in Ausbildung und Ausrüstung den MEK gleichzustellen sind, jedoch im Rahmen der zollrechtlichen Aufgaben operieren.
Die Bundespolizei besitzt mit den mobilen Fahndungseinheiten MFE der BPOLI KBen über vergleichbare Einheiten, die jedoch mit weniger Material ausgestattet sind.
Jedes Bundesland hat in Deutschland in der Regel mindestens ein MEK und ein SEK eingerichtet.
- In Baden-Württemberg sind seit 2014 die Mobilen Einsatzkommandos gemeinsam mit dem SEK der Direktion Spezialeinheiten des Polizeipräsidiums Einsatz in Göppingen zugehörig.

- In Hessen sind MEK, SEK und Verhandlungsgruppe in der Direktion Spezialeinheiten/Spezialkräfte beim Polizeipräsidium Nordhessen in Kassel und beim Polizeipräsidium Frankfurt angesiedelt.[2] Am 26. August 2021 teilte Innenminister Peter Beuth eine Umorganisation mit. Die SEK-Einheiten werden organisatorisch zu einem SEK Hessen zusammengeführt und im Hessischen Polizeipräsidium Einsatz (bis 2023: Hessischen Bereitschaftspolizeipräsidium) angesiedelt sein. Dieses wird in Einsatz-Präsidium umbenannt. Es wird nun neben den Einsatzeinheiten, den Beweissicherungs- und Festnahmeeinheiten, der Polizeifliegerstaffel und der Wasserschutzpolizei auch das SEK Hessen, zwei MEK sowie die auf kommunikative Lagelösung spezialisierte Verhandlungsgruppe umfassen. Die Einheiten werden hessenweit für alle Polizeipräsidien im Einsatz sein.[3]

- In Niedersachsen sind jeweils ein MEK in den sechs Polizeidirektionen sowie drei weitere im LKA Niedersachsen angesiedelt.

- In Nordrhein-Westfalen gibt es insgesamt sieben Standorte, an denen ein MEK unterhalten wird. Dazu gehören neben den beiden MEK des LKA in Düsseldorf (Sachgebiete 64.1 und 64.2) die MEK-Standorte in den sogenannten „§ 4-Behörden“ der Polizeipräsidien Bielefeld, Köln, Dortmund, Münster, Düsseldorf und Essen. Die genannten Standorte entsprechen gleichzeitig den Standorten des SEK.

- In Sachsen sind MEK und SEK im Landeskriminalamt Sachsen in Dresden angesiedelt.

- In Thüringen  sind MEK, SEK und die Operativ-technische Einsatzgruppe (OTEG) im Dezernat 32 beim Landeskriminalamt Thüringen in Erfurt angesiedelt.

- In Hamburg werden die Aufgaben von SEK und MEK von sogenannten integrierten Gruppen ausgeübt, während sonst in fast allen Bundesländern die Aufgaben von MEK und SEK getrennt sind. Es gibt aber auch in Hamburg ein „reines“ MEK.

- Schleswig-Holstein unterhält ein MEK zusammen mit dem SEK mit Sitz beim LKA in Kiel. Die erste Einheit wurde 1974 gegründet.[4]
- In Mecklenburg-Vorpommern ist das MEK zusammen mit dem SEK dem LKA in Rampe (Nähe Schwerin) angegliedert.[5]

- In Berlin sind MEK und SEK beim Landeskriminalamt angegliedert. Zusätzlich dazu verfügt jede der fünf Direktionen über eine eigene Fahndungs-/Aufklärungs-/Observationseinheit (FAO).

- In Bayern existieren vier MEK-Standorte, die in die örtlichen Zuständigkeitsbereiche Südbayern (München), Nordbayern (Nürnberg), Augsburg (Schwaben) und das Landeskriminalamt (Deutschland/europäisches Ausland) aufgeteilt sind. Alle vier[6] Standorte agieren selbstständig, arbeiten jedoch bei größeren Einsatzlagen zusammen.
- MEK und SEK Rheinland-Pfalz sind in der Abteilung 2 im Polizeipräsidium Einsatz, Logistik und Technik zusammengefasst und auf vier Standorte verteilt.[7]
- Bremen besitzt ein MEK beim LKA.[8]
- Im Saarland sind Spezialeinheiten der Direktion LPP 1 in Saarbrücken angegliedert.[9]
- In Sachsen-Anhalt sind Spezialeinheiten der Abteilung 3 des LKA in Magdeburg zugeordnet.[10]
- Das MEK Brandenburg gehört zur Direktion Besondere Dienste des PP in Potsdam.[11]